# Svangås
Svangås (Anser cygnoides) är en hotad asiatisk andfågel som är ursprunget till den domesticerade formen knölgås. I det vilda är den fåtalig och minskar i antal, så pass att den anses vara utrotningshotad.

## Utseende

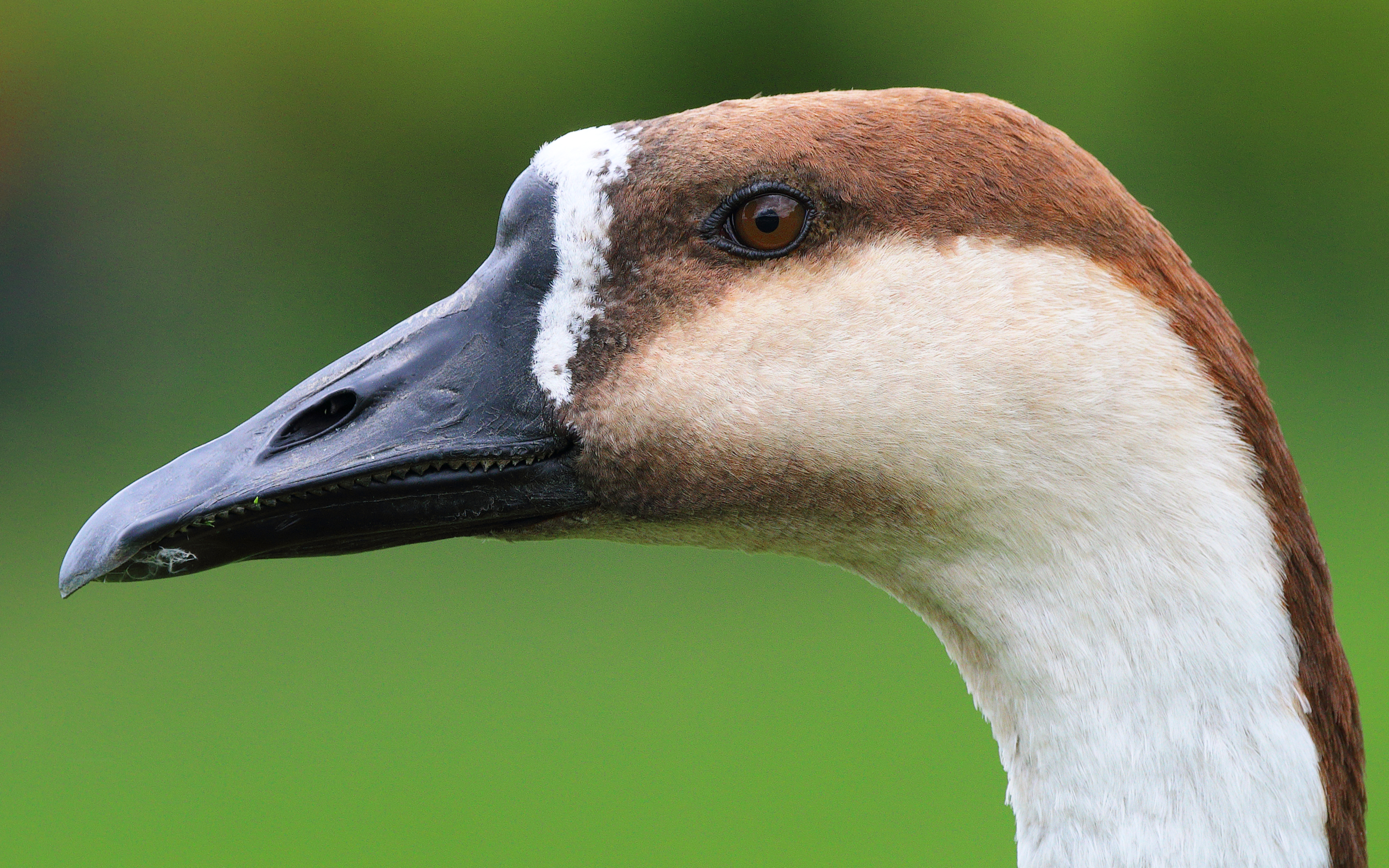
Närbild på huvudet.

Svangåsen är förhållandevis stor och långhalsad jämfört med andra Anser-gäss med en längd på 81–94 centimeter och en vikt på 2,8–3,5 kilogram. Könen är lika, men hanen är något större och har proportionellt längre näbb och hals. Vingspannet är 160–185 centimeter.
Fågeln är genomgående brun med karakteristisk mörk baksida på halsen och ljus framsida, därtill en för släktet unikt svart näbb. Runt näbbasen syns en tunn vit ram. Ben och fötter är orange.

## Läte
Svangåsens läte består av utdragna och ekande tutanden, mot slutet ljusare. Varningslätet är kort och hårt och upprepas två till tre gånger.

## Utbredning och systematik
Svangåsen är en flyttfågel som häckar naturligt i Mongoliets inland, i nordligaste Kina och sydöstra Ryssland. Den verkar också häcka i östra Kazakstan, runt sjön Zajsan och vidare österut. September 2005 observerades även sex individer i Turkmenistan. I princip hela världspopulationen häckar i Yangtseflodens dalgång. Den flyttar vintertid till centrala och östra Kina.
Arten har observerats i Sverige, men det har bedömts osannolikt att den nått landet på naturlig väg.
Carl von Linné beskrev arten 1758 ursprungligen som Anser cygnoid. Det uppfattades senare som en förkortning för cygnoides, varvid svangåsen fick det vetenskapliga namnet Anser cygnoides. Vissa taxonomiska auktoriteter har dock gjort bedömningen att cygnoid är korrekt.

## Ekologi
Svangåsen häckar i våtmarksområden som floddeltan, floddalar kantade av ängar, vid bräckvattens- och sötvattenssjöar samt i bergstrakter utmed smala, snabbrinnande floder. Under häckningstiden som börjar i april bildar de mindre flockar. Boet byggs vid ett vattendrag eller i skogen. Honan lägger fem till åtta smörfärgade ägg och ruvar 28 till 30 dagar. Födan består av växter och deras frön. 

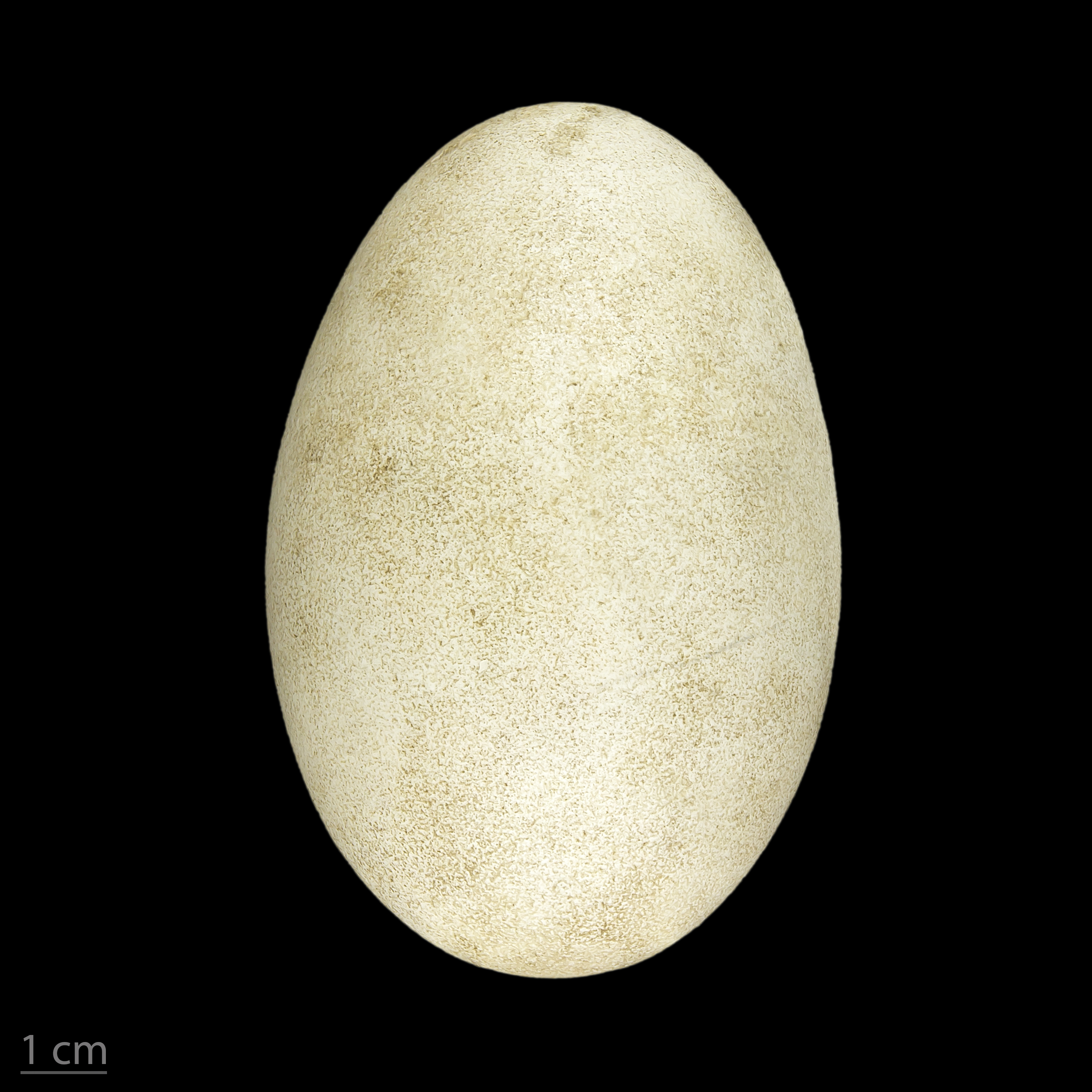
Ägg från svangåsen.

## Status och hot
Svangåsen är en ovanlig art i det vilda med en världspopulation på endast 36 000–43 500 vuxna individer. Den minskar också i antal på grund av habitatförlust, dålig häckningsframgång och jakt. Internationella naturvårdsunionen kategoriserar därför arten som starkt hotad (EN). En allt ökande andel av världspopulationen övervintrar vid Poyangsjön, där den hotas av förändringar till följd av De tre ravinernas damm, klimatförändringar och sandbrytning. Föroreningar tros också ha påverkat födosökandet och större ansamlingar ökar också risken för smittospridning.

## Knölgås
Svangåsen är ursprunget till den asiatiska tamgåsen som brukar kallas knölgås eller kinesisk gås.